# Pravno priznanje spola
Pravno priznanje spola je postopek spremembe osebnih dokumentov tako, da ustrezajo spolni identiteti osebe. Gre za spremembo podatka o spolu, ki je bil osebi pripisan ob rojstvu, v podatek, s katerim se oseba dejansko poistoveti. Ta postopek pa je za transspolne osebe več kot le administrativni ukrep. Za mnoge je bistven pogoj, da lahko živijo dostojno in kakovostno življenje. Predvsem pa so lahko pomembni tudi za dostop do osnovnih storitev in varnosti.
Dostop do pravnega priznanja spola se zelo razlikuje od države do države. V nekaterih državah sploh ni mogoč. Nekatere države, ki omogočajo pravno priznanje spola, imajo za dostop do postopka različne zahteve, kot je na primer pridobitev diagnoze duševne motnje transseksualizma. Med tovrstne države se umešča tudi Slovenija. Prav tako je za nekatere ljudi dostop do pravnega priznanja spola dodatno otežen zaradi drugih osebnih okoliščin. To pogosto velja za nebinarne osebe, mlade in otroke ter druge.

## Potreba po pravnem priznanju spola
Potreba po pravnem priznanju spola izhaja iz prakse pripisa spola ob rojstvu, ko zdravstveno osebje otroku ob njegovem rojstvu določi spolni označevalec (v Sloveniji M ali Ž) na podlagi vidnih telesnih značilnosti (navadno izgleda genitalij). Ta spol je nato vpisan v rojstni list in vse druge dokumente, s katerimi oseba nastopa v svojem življenju in ima zato velik vpliv na življenje osebe. 
Ker pa obstajajo osebe, ki jim je bil pri rojstvu pripisan napačen spol – transspolne osebe, je zelo pomembno, da se tem osebam omogoči ustrezen postopek, v katerem se lahko osebni dokumenti spremenijo tako, da spolni označevalec na njih ustreza dejanskemu spolu osebe. Ta potreba ne izhaja le iz potrebe transspolnih oseb po osebnem dostojanstvu in varnosti, temveč je tudi pravna obveznost države, ki izhaja med drugim iz nekaterih ključnih mednarodnih dokumentov o človekovih pravicah. V praksi je pravna ureditev tega področja v Sloveniji pomanjkljiva, kar se odraža v številnih problemih, s katerimi se vsakodnevno soočajo transspolne osebe pri nas.
Raziskava Agencije Evropske unije za temeljne pravice iz leta 2019 (FRA), v kateri je sodelovalo skoraj 140.000 ljudi iz EU ter Severne Makedonije in Srbije, je pokazala, da je vsaka druga transspolna oseba v Sloveniji (več kot polovica vprašanih) v zadnjem letu doživela diskriminacijo. Skoraj vsaka tretja je poročala o diskriminaciji s strani zdravstvenega ali socialnovarstvenega osebja. Vsaka peta je doživela diskriminacijo, ko je pokazala identifikacijski dokument, na katerem je naveden podatek o spolu.

## Pravica do samoopredelitve
Samoopredelitev glede spola pomeni, da lahko oseba oznako spola v uradnih dokumentih spremeni z enostavnim upravnim postopkom, ki temelji na spolni identiteti, ki jo je oseba sama določila. Tretja oseba ni potrebna. Samoopredelitev, imenovana tudi samoidentifikacija, tako pomeni, da se pravno priznanje spola obravnava kot rutinski administrativen postopek, ki za dostop ne zahteva validacije tretjih oseb ali drugih posebnih pogojev. V kontekstu pravic transspolnih oseb je pravica do samoopredelitve velikega pomena, saj jim omogoča, da se samostojno izrečejo o svoji spolni identiteti.
Resolucija Parlamentarne skupščine Sveta Evrope številka 2048 iz leta 2015 glede pravnega priznanja spola priporoča, da naj bodo postopki pregledni, hitri in dostopni, naj temeljijo na samoopredelitvi in naj bodo omogočeni vsem. Pri tem pa naj transspolni ljudje, njihovi partnerji in otroci ohranijo vse pravice, ki jim pripadajo. Resolucija države članice poziva tudi, naj poleg možnosti izbire spolnega označevalca M in Ž omogočijo tudi izbiro tretje možnosti, ki bo nevtralna.
Leta 2015 sta Zavod TransAkcija in Društvo Legebitra izvedla Raziskavo potreb transspolnih oseb v Sloveniji, katere namen je bil pridobiti vpogled v informacije o potrebah in izkušnjah transspolnih oseb v Sloveniji. Raziskava je med drugim pokazala, da večini transspolnih oseb ravno pravno priznanje spola predstavlja osrednji in bistven proces pravno-formalnega legitimiranja lastnega spola. V optimalni ureditvi bi se dostop do pravnega priznanja spola uredil na podlagi samoopredelitve, dostop pa bi imele tudi osebe z nebinarnimi spolnimi identitetami. To v Sloveniji trenutno ni mogoče, saj zakonodaja pozna le spolna označevalca M in Ž.
Tudi raziskava Vsakdanje življenje transspolnih oseb v Sloveniji iz leta 2019 Zavoda TransAkcija je izpostavila pravno priznanje spola kot ključno področje, potrebno ureditve v slovenskem prostoru. Tudi v tej raziskavi se je izkazalo, da velika večina vprašanih želi dostop do pravnega priznanja spola na podlagi samoopredelitve. 

## Pravno priznanje spola v EU
Številne države v zadnjih letih prenavljajo svojo zakonodajo o pravnem priznanju spola. Model samoopredelitve je vse bolj razširjen med evropskimi državami, med katerimi samoopredelitev v praksi udejanja do leta 2024 12 evropskih držav: Irska, Malta, Danska, Norveška, Belgija, Islandija, Portugalska, Švica, Luksemburg, Španija, Finska in Nemčija.

## Pravno priznanje spola v Sloveniji
V Sloveniji pravno priznanje spola ni sistemsko urejeno z zakonom, niti slovenski pravni red ne pozna pojma pravno priznanje spola. Postopek spremembe spolnega označevalca in posledično enotne matične številke občana je urejen v podzakonskem aktu, za spremembo uradnih podatkov o spolu pa se pravno uporablja zastarel pojem sprememba spola.
V Pravilniku o izvrševanju zakona o matičnem registru, ki spada pod Ministrstvo za notranje zadeve, je v 3. členu navedeno, da se sprememba spolnega označevalca vpiše "/.../ na podlagi odločbe pristojnega organa o spremembi vpisanega podatka. Podlaga za izdajo odločbe je potrdilo pristojne zdravstvene ustanove ali zdravnika, iz katerega je razvidno, da je oseba spremenila spol."
Kot je ugotovil Zagovornik načela enakosti v Posebnem poročilu o položaju transspolnih oseb v Sloveniji iz leta 2021, se je z leti izoblikovala praksa, da upravne enote po navodilih Ministrstva za notranje zadeve kot ustrezno potrdilo upoštevajo izjavo psihiatra Interdisciplinarnega konzilija pri Univerzitetni psihiatrični kliniki Ljubljana. V izjavi mora pisati, da je oseba spremenila spol. Upravni postopek je tako odvisen od medicinskih postopkov, saj je za pridobitev potrdila, ki je obvezno v upravnem postopku, potrebna psihiatrična obravnava pri Interdisciplinarnem konziliju in pridobitev diagnoze transseksualizem. Ta diagnoza ni skladna z najnovejšo revizijo Mednarodne klasifikacije bolezni in je v Sloveniji po implementirani različici še vedno klasificirana kot duševna motnja. Pravni položaj transspolnih oseb v Sloveniji tako ostaja neurejen.
Nevladne organizacije v Sloveniji, ki delujejo na področju varstva pred diskriminacijo in človekovih pravic transspolnih ljudi, opozarjajo, da je trenutna ureditev spremembe označevalca spola v Sloveniji v nasprotju z vsaj tremi človekovimi pravicami: pravico do nedotakljivosti človekove telesne in duševne celovitosti, do osebnega dostojanstva in varnosti, pravico do zdravja in pravico do spoštovanja zasebnosti (8. člen Evropske konvencije o človekovih pravicah).
Zavod TransAkcija, ki se v Sloveniji ukvarja z zaščito in pravicami transspolnih oseb, je leta 2022 javno pozval k depatologizaciji transspolnosti in ločitvi upravnega postopka spremembe spolnega označevalca od medicinske obravnave transspolnih oseb. Poziv je sledil odločitvi Svetovne zdravstvene organizacije iz leta 2019, da umakne transspolnost s seznama duševnih motenj. Ker do želenih sprememb ni prišlo, je zavod v letu 2023 skupaj z drugimi nevladnimi organizacijami iz področja človekovih pravic ponovno pozval k pravici do pravnega priznanja spola na osnovi samoopredelitve.